# Brouwerij Het Alternatief
Brouwerij Het Alternatief was een Belgische bierfirma in het West-Vlaamse Izegem.

## Geschiedenis
De bierfirma werd in 2005 opgericht door bierliefhebbers Christine Opsomer en Piet Salomez. Piet Salomez volgde een cursus voor hobbybrouwers bij Brouwerij Alvinne en daarna nog brouwerijschool  te Gent, en brouwde zijn eerste bier voor een wedstrijd voor amateurbrouwers. Dit bier werd winnaar in de categorie “blond” en kreeg de naam Hik blond. Een eerste brouwsel van 400 liter werd gebrouwen door Piet in de brouwerij van Alvinne te Ingelmunster en gecommercialiseerd. Er werden door Het Alternatief  8 verschillende bieren op de markt gebracht. Omdat men nog niet over een eigen brouwinstallatie beschikte werden de bieren gebrouwen bij brouwerij Alvinne of brouwerij De Graal te Brakel of andere. Het brouwen was altijd in bijberoep. De brouwerij werd op 31 december 2021 gestopt wegens geen opvolger en een overaanbod en grote concurrentie.
Brouwerij Het Alternatief ondersteunde ook Brouwerij De Plukker uit Poperinge voor het op punt stellen van hun bier "Single Green Hop" 2012.

## Bieren
- Ambetanterik, stout, 10%
- Bittere Waarheid, blond, 10%
- Den Alternatief, blond, 5%
- Eerwaarde Pater, donkerbruin, 9%
- Phaedra, amber, 6%
- Hik blond, blond, 6,5%
- Hik bruin, bruin, 6,5%
- Piet-Agoras, amber, 9%
- Platteau, blond, 4,5%, gelanceerd in 2014[4]
- Tatsevoet, speciale belge, 6%